# Žepna pištola
Žepna pištola je katera koli majhna, pol-avtomatska pištola v velikosti žepa (ali redkeje derringerji ali majhni revolverji), primerna za skrito nošenje v plašču, jakni ali žepu hlač. Žepne pištole so bile v ZDA priljubljene do petdesetih in šestdesetih let, ko je večina držav sprejemala zakone, ki so omejevali ali prepovedovali nošenje skritega orožja. Vendar pa je sprejetje zakonov o izdaji dovoljenj za strelno orožje sredi devetdesetih let dvajsetega stoletja privedlo do ponovne popularnosti žepne pištole v ZDA in ustvarilo nove trge za majhno, preprosto, zanesljivo in skrito strelno orožje. V splošni rabi je izraz žepna pištola zgolj opisen, toda "mišja pištola" (ki se uporablja zlasti za tiste najmanjšega kalibra) je pogosto neugodna. Prav tako so žepne pištole zaradi svoje majhnosti pogosto združene s posebnimi ponudbam sobotnega večera(Saturday night specials) , kar je še en pogumen izraz, ki so običajno poceni pištole majhnega kalibra.

## Zgodovina
Žepna pištola je nastala sredi 17. stoletja kot majhna, prikrita kremenica, znana kot pištola Queen Anne, pištola za plašč ali žepna pištola. Uporabljali so ga v celotnem 18. stoletju in se iz orožja, rezerviranega za bogate, razvili v navadno oboroženo orožje v širši uporabi, saj jih je v začetku 19. stoletja izdelovalo vse več proizvajalcev.
Prvotna žepna pištola iz 19. stoletja je bila Philadelphia Deringer. Pojav kovinske kartuše nam je dal klasični dvojni sod .41 Rimfire Remington Model 95, ki je dosegel tako široko priljubljenost, da je popolnoma zasenčil vse druge modele in postal sinonim za besedo "Derringer". Konstrukcijo Remingtona z dvojnimi cevmi še vedno izdelujejo (150 let po prvi uvedbi) ameriški Derringer, Bond Arms in Cobra Arms, ki izdelujejo derringe v različnih kalibrih od .22 dolge do .45 Merilnik Colt & .410. 
Uvedene konec 19. stoletja snubljene revolverje, kot so "Banker Special", "Sheriff's Model" in "Shopkeeper Special", so revolverje Colt Single Action Army izdelali Colt's Manufacturing Company.  Modeli Smith & Wesson Safety Hammerless so bili izdelani od leta 1887 do tik pred drugo svetovno vojno. Z 5-valjnim cilindrom so bili komore v .32 S&W ali .38 S&W. Najpogosteje so jih izdelovali z 2-palčnimi, 3-palčnimi ali 3,5-palčnimi sodi.  Ti vrhunski revolverji so bili zasnovani za hitro ponovno polnjenje in skrito nošenje, saj je bilo kladivo notranje in se ob revolverju ne bi zataknilo iz žepa. Imeli so tudi varnost oprijema. Znani so bili pod imenom "The New Departure", da bi odražali nov pristop podjetja k oblikovanju revolverjev.   Zasnova teh revolverjev žrtvuje moč in domet za okretnost in prikrivanje. Podobni modeli brez kladiva so se izkazali za priljubljene pri drugih proizvajalcih, kot sta Iver Johnson in Harrington & Richardson. Leta 1952 je Smith & Wesson predstavil sodobnejši model ejektorja Smith & Wesson Centennial Model 40.Smith & Wesson Centennial Model 40.
Colt Model 1903 Pocket Hammerless je 9-strelna, 32-milimetrska kalibra ACP, samonapolnilna, polavtomatska pištola, ki jo je zasnoval John Browning, izdelala pa jo je Colt Patent Firearms Manufacturing Company iz Hartforda v zvezni državi Connecticut. Colt Model 1908 Pocket Hammerless je različica kalibra .380 ACP z 8 posnetki, predstavljena pet let kasneje. Kljub naslovu "brez kladiva" ima model 1903 kladivo. Pokrit je in skrit pred očmi pod zadnjim delom drsnika. To omogoča, da se pištola hitro in gladko vzame iz žepa, ne da bi se zaskočila.
Prve široko uporabljene in uspešno polavtomatske žepne pištole .25 ACP so bile FN Model 1905, Colt Model 1908 Vest Pocket in kasneje Baby Browning. FN 1905 je bil zasnovan in v prodaji skupaj z vložkom .25 ACP leta 1905. M1905 je zelo majhna polavtomatska pištola s sedmim strelnim orožjem, enojnim delovanjem. Odlikuje ga varovalka za oprijem in ročna varovalka s palcem, ki drsnik zaklene v zaprtem položaju.
Model FN 1910, znan tudi kot Browning model 1910, je bil odhod za Browninga. Pred tem so njegove zasnove izdelovali tako FN v Evropi kot Colt Firearms v ZDA. Ker ga Colt ni hotel izdelovati, se je Browning odločil, da bo ta model patentiral in izdeloval samo v Evropi. Ta pištola, predstavljena leta 1910, je uporabljala novo lokacijo delujoče vzmeti, ki je obkrožala cev. Ta lokacija je postala standard v prihodnjem orožju, kot sta Walther PP in ruski Makarov. Model 1910 je v kompaktnem paketu vključil standardni Browningov mehanizem za streljanje in zaščito za oprijem, skupaj z varnostjo revije in zunanjo varnostno ročico (znano kot "trojna varnost"). Na voljo je bil v kalibrih .32 ACP (8-shot) in .380 ACP (7-shot), v proizvodnji pa je ostal do leta 1983. Kalibre je mogoče zamenjati samo s spremembo cevi.
Za evropske žepne pištole velja omeniti tudi Mauserjev model 1910 in Mauserjev model 1914, ki sta opremljena z .25 ACP oziroma .32 ACP, tako z blažilnim kot brez kladiva, ki sta bili zelo priljubljeni kot civilne majhne pištole. Različica .32ACP je bila za Kriegsmarine in varnostne sile tretjega rajha dovolj močna in predelana kot Mauserjev model 1934, z le manjšimi spremembami. Mauser HSC, izdelan med vojno leta .32 ACP za mornarico in kasneje policijske in vojaške enote, je po vojni doživel znatno proizvodnjo in prodajo (nadgrajen na .380 ACP) in je bil uspešno predstavljen na ameriškem trgu.
Colt Detective Special je ohišje iz ogljikovega jekla z dvojnim delovanjem, 6-metrskim revolverjem. Kot pove že ime "Special Detective", so ta modelni revolver kot prikrito orožje uporabljali policijski detektivi v civilu. Izdelan je bil bodisi z 2-palčnim ali 3-palčnim sodom. Detective Special, predstavljen leta 1927, je bil prvi snubnosed revolver, izdelan s sodobnim nihajnim okvirjem. Že od samega začetka je bil zasnovan za komore za močnejše kartuše, kot je .38 Special, ki velja za močan kaliber za takratni žepni revolver.
Pištole serije Walther PP (Polizeipistole ali policijska pištola) so bile predstavljene leta 1929 in so med prvimi uspešnimi polavtomatskimi pištolami z dvojnim delovanjem, ki jih je razvil nemški proizvajalec orožja Carl Walther GmbH Sportwaffen.  Odlikujejo jih izpostavljena kladiva, tradicionalni sprožilni mehanizem z dvojnim delovanjem  in fiksni sod, ki deluje tudi kot vodilo za povratno vzmet. Na voljo je bil v kalibrih .32 ACP (9 strelov) in .380 ACP (8 strelov). Walther PP in manjši modeli PPK so bili priljubljeni med evropsko policijo in civilisti, ker so bili zanesljivi in prikriti. Ostali bi standardna policijska pištola za večino Evrope tudi v sedemdesetih in osemdesetih letih. Med drugo svetovno vojno so bili izdani nemški vojski, vključno z Luftwaffejem. 
Smith & Wesson Model 36 je bil zasnovan v dobi tik po drugi svetovni vojni, ko je Smith & Wesson prenehal proizvajati vojne materiale in nadaljeval normalno proizvodnjo. Za Model 36 so zasnovali majhen revolver s petimi streli, ki ga je mogoče prikriti, z 2-palčnim sodom, ki bi lahko sprožil močnejšo .38 posebno kartušo. Ker starejši I-okvir ni mogel prenesti te obremenitve, je bil zasnovan nov okvir, ki je postal J-okvir.
Nova zasnova je bila predstavljena na konvenciji Mednarodnega združenja šefov policije (IACP) leta 1950 in je bila pozitivno sprejeta. Glasovalo se je o poimenovanju novega revolverja in zmagalo je ime "Chiefs Special".  Zaradi velikega povpraševanja je bila 3-palčna (76 mm) izvedba izvedbe takoj začela s proizvodnjo. Na voljo je bil v modri ali ponikljani izvedbi.  Izdelovali so ga kot "Chiefs Special" do leta 1957, ko je nato postal model 36. Smith & Wesson bosta predstavila tudi modela Smith & Wesson Centennial (modeli brez kladiva) in Smith & Wesson Bodyguard (zaviti kladivi).
Pištola Makarov je bila predstavljena leta 1951. Kot novo stransko orožje za vse sovjetske vojaške, policijske in varnostne sile naj bi jo nosili v kuburi in v tajnosti. Še vedno ga lahko najdemo v prvi liniji z rusko vojsko, policijo in varnostnimi silami. Makarov je srednje velika, 9-metrska, 9x18 mm, v celoti izdelana jeklena pištola z povratnim udarom. Splošna postavitev in postopek tračnega traku pištole Makarov je podoben postopku Walther PP.  Kartuša 9 × 18 mm je praktična kartuša v pištolah s povratnim udarom; proizvajajo ugledno raven energije iz pištole zmerne teže in velikosti. Drugi, močnejši vložki so bili uporabljeni pri oblikovanju pištol s povratno pištolo, vendar Makarov v svojih oblikovalskih elementih velja za posebej dobro uravnoteženega. 
Beretta 950 so polavtomatske pištole z 9 streli, .25 ACP (Jetfire) ali .22 Short (Minx), ki jih je Beretta predstavila leta 1952. Gradijo na dolgi vrsti majhnih in kompaktnih žepnih pištol proizvajalca Beretta. So zelo preproste in zanesljive pištole s povratnim udarom z enojnim sprožilnim mehanizmom.  Njihovi okviri so izdelani iz aluminijeve zlitine, drsniki in sodi so iz ogljikovega jekla.  Imajo edinstven prekucni sod za lažje natovarjanje. Zgodnji modeli (* 950 * in * 950B * pred letom 1968) nimajo varnostnega vzvoda, namesto tega pa na kladivu uporabljajo zarezo za pol pipe. Kasnejši modeli (* 950BS * po letu 1968) so opremljeni z ročno varnostno ročico.  Leta 1984 je Beretta predstavila različico z dvojnim delovanjem Beretta 21A Bobcat. Leta 1996 so predstavili večjo .32 ACP Beretta 3032 Tomcat.
Zakon o nadzoru pištole iz leta 1968, ki prepoveduje uvoz poceni pištol, je Georgea Jenningsa zasnoval Raven MP-25, poceni polavtomatsko pištolo ACP s 7 streli .25. Jennings je s proizvodnjo krokarja iz brizganega Zamaka, cinkove zlitine, zmanjšal stroške na minimum. Na voljo je v kromirani, satenasti nikelj ali črni barvi. Ročaji so lahko leseni ali imitacijski biserni ročaji. Raven je bil imenovan kot prvotno podjetje "Ring of Fire".  Skupaj z Jennings Firearms (kasneje Bryco Arms, zdaj Jimenez Arms), Phoenix Arms, Lorcin Engineering Company, Davis Industries in Sundance Industries, so bili znani po izdelavi podobnih pištol iz posebne vrste cinkove zlitine v soboto zvečer. 
Leta 1976 je bil predstavljen Heckler & Koch P7 (AKA: PSP). To so bile majhne 9-metrske, 9-milimetrske pištole Luger, ki so imele edinstveno varnost oprijema sprednjega jermena, ki jim je omogočala varno nošenje, ne le v kovčku, ampak skrito v žepu. Zasnovani so bili tako, da nadomestijo .32 ACP Walther PP v nemškem servisu s podobno veliko, a učinkovitejšo pištolo Parabellum 9 × 19 mm.
Med letoma 1982–1983 je P7 prejel več modifikacij, predvsem za obravnavo povpraševanja na ameriškem trgu in preferenc strelcev. Te spremembe so povzročile model P7M8. Nov vzvod za sprostitev revije (na voljo na obeh straneh okvirja) je bil nameščen tik pod zaščito sprožilca, kar je oblikovalce prisililo, da so spremenili okvir pištole in revijo.  Sprožilec je bil opremljen s sintetičnim toplotnim ščitnikom, ki ščiti strelca pred prekomernim segrevanjem, namesto prejšnje sprostitve pete revije pa je bila dodana zanka za pritrditev vrvi. P7M13 je bil predstavljen tudi s 13-okroglo revijo z dvojnim skladom. 
Sredi osemdesetih so bile predstavljene še posebej majhne in visokokakovostne žepne pištole, kot je 7-shot, .32 ACP Seecamp LWS 32. Te sodobne pištole z dvojnim delovanjem so varnejše za uporabo kot starejše enojne izvedbe. Pogosto se prodaja za bistveno več od maloprodajne cene 600 ameriških dolarjev. Sredi devetdesetih let je povpraševanje doslej presegalo ponudbo, da so se pogodbe za pištole prodale do dve leti pred izdelavo samih pušk, same puške pa so bile nato ob dobavi pogosto prodane za kar 1100 USD 
Severnoameriški orožni mini revolverji (pogosto imenovani derringerji) so revolverji z enojnim delovanjem, 22 strelnih orožij .22, ki imajo zasnovo sprožilca. Spominjajo na žepne revolverje s konca 19. stoletja, le veliko manjši in v celoti izdelani iz nerjavečega jekla.  Mini revolverje je leta 1978 razvil Freedom Arms, ki jih je leta 1990 prenehal prodajati, nato pa jih je prodal Severnoameriškemu orožju. Od takrat je Severnoameriško orožje nadalje razvilo zasnovo in prešlo na zasnovo varnostnega valja, ki ima zareze, obdelane na polovici komore. Posledično lahko revolver varno nosite z vsemi petimi komorami, tako da kladivo naslonite v varnostno zarezo. Starejše mini revolverje NAA je mogoče brezplačno nadgraditi s to nadgradnjo zasnove varnostnega cilindra lastniku, preprosto tako, da starejši mini revolver NAA vrnejo podjetju North American Arms za nadgradnjo.
V zadnjem času so bile predstavljene sodobne pištole s polimernimi okvirji, kot sta 8-shot, .32 ACP Kel-Tec P-32 in 9 mm Luger Kel-Tec P11. P-11 uporablja aluminijast sprejemnik v polimernem ohišju oprijema, pritrjenem s polimernimi zatiči. Diapozitiv, cev in reža so jekleni. Standardna revija vsebuje 10 krogov ali 12 krogov v zveznih državah, ki niso omejene na 10 krožne revije. Oba se prilegata na dno pištole. Pri raztovorjenem 17,1 oz (480 g) je pištola sama razmeroma lahka. P-11 nima zunanje ročne varnosti, temveč se zanaša na dolg in močan samo sprožilni sprožilec dvojnega delovanja (DAO), ki zahteva 9 kilogramov pritiska, da se prepreči nenamerno praznjenje. Vzmet strelnega čepa in kladivo z majhno maso preprečujeta praznjenje, če pištolo pade. P-11 bo sprejel tudi nekaj revij serije Smith & Wesson 59.  Razpoložljiv adapter se ovije okoli dna 15-okroglih revij Smith & Wesson v 59 slogu. Majhni P11-ji so predstavili koncept "subcompact". Spodbujanje drugih proizvajalcev, kot sta Glock in Springfield Armory, da uvedejo podobne pištole.
Glock 26 je "subcompact" različica dimenzij 9 × 19 mm, zasnovana za skrito nošenje in je bila uvedena leta 1995, predvsem za civilni trg. Odlikuje ga manjši okvir v primerjavi z Glockom 19, s pištolskim ročajem, ki podpira le dva prsta, krajšim cevjo in drsnikom ter dvostopenjskim nabojnikom s standardno prostornino 10 krogov. Tovarniška revija s podaljškom +2 ima kapaciteto 12 krogov. Poleg tega bodo v Glocku 26 delovale tovarniške revije Glock 17, Glock 18 in Glock 19 s prostornino 15, 17, 19, 31 in 33 krogov. Več kot le "skrajšani" Glock 19, zasnova podkompakt Glock 26 je zahteval obsežne predelave okvirja, blokirnega bloka in sklopa vzmeti, ki ima dvojno povratno vzmet.

## Kalibri
Polavtomatske žepne pištole so običajno starejšega kalibra .22 LR, .25 ACP, .32 ACP in .380 ACP. Vendar pa so novejši subkompaktni modeli narejeni tudi v 9 mm Luger, .40 Smith & Wesson in .45 ACP. Te pištole imajo običajno prostornino revije od 5 do 10 nabojev.
Žepni revolverji se običajno gibljejo od .22 LR do .38, posebej za starejše modele. Vendar pa so novejši modeli narejeni tudi v .357 Magnum. Ti revolverji običajno imajo od 5 do 9 nabojev, odvisno od kalibra.
Odstranjevalniki, kot je starejši Remington Model 95, so bili komorni za .41 Rimfire. Vendar pa so sodobni derringerji opremljeni za vse, od .22 LR do .45-70 vladnih, celo granate .410, puške, pri čemer so .22 LR, .357 Magnum in .45 Colt med najbolj priljubljenimi kalibri. Danes so dvojni sodniki običajni. Izdelani pa so bili tako enojni kot tudi štirje sodčki.

## Skrito nošenje orožja
Žepne pištole, kot že ime pove, so običajno majhne pištole, ki jih nosimo v plašču, jakni ali hlačnem žepu. Uporabljajo se za skrito nošenje tistih, ki si želijo ločeno samoobrambno pištolo ali ki želijo imeti rezervno pištolo. So pištole za usmerjanje in streljanje, namenjene hitremu delovanju z eno roko. Tipična žepna pištola .25 ACP je zasnovana za delo od blizu in ima doseg približno 7,5 metra. 
Žepne pištole so običajno brez kladiva, izdelane z zaobljenimi robovi in z malo krmilnimi elementi, da preprečijo zatikanje in jih olajšajo za uporabo. Revolverji so običajno tudi brez kladiva ali pa imajo zavita ali celo kladiva kladiva, kar omogoča hitro vlečenje pištole z majhnim tveganjem, da bi se zataknila na oblačilih. Zavite in brez kladiva modele lahko izstrelite celo skozi žep plašča ali jakne. 
Medtem ko nekatere cenejše polavtomatske pištole najbolje nosite s prazno komoro, so kakovostnejše žepne pištole zasnovane tako, da jih nosite z okroglo komoro in z varnostno vpeto (ON). Številne starejše pištole (in celo nekateri revolverji) so imele tudi varnost za oprijem za dodatno varnost. Vendar so novejše pištole z dvojnim delovanjem izdelane brez ročno upravljanih varovalk, vendar z dolgimi in težkimi sprožilci - podobno kot revolverji.
Žepne kubure so zelo priporočljive za varnejše nošenje žepnih pištol, pri čemer je običajna praksa, da kuburo (včasih z drugim žepom, vstavljenim v kuburo) nosite v sprednjem ali zadnjem žepu hlač, v žepu pa nič drugega lahko vleče pištolo. Najbolj priljubljeni modeli žepnih kubur so ponavadi narejeni iz usnja, ki je nameščen v obliki, s težkim slojem usnja, ki se nosi zunaj telesa, da se prepreči tisk obrisa pištole na tesna oblačila, čeprav se uporabljajo tudi kubure Kydex, zlasti za debelejše žepne pištole. kar bi dodana debelina usnjene kubure povzročila preveliko skupno debelino. Priporočljiva je uporaba slojev vlage in parne pregrade v kuburi, prišiti bližje telesu v kuburi, da se prepreči poškodba konca žepne pištole zaradi znoja. Ta dodatna plast služi tudi za povečanje udobja pri nošenju in za preprečevanje razpok ali mehurja kože pod kuburo zaradi ponavljajočega se drgnjenja ali trenja, ki se lahko pojavi med hojo, tekom ali tekom.
Nekateri ljubitelji orožja se norčujejo iz žepnih pištol, ki trdijo, da zaradi majhnosti, majhnega kalibra in slabih pogledov ne zagotavljajo ustrezne samoobrambe.  Kljub temu prodane številke govorijo o široki stopnji priljubljenosti, nekateri modeli imajo več kot 3 milijone v 30 ali več letih.

## Modeli

### Pol-avtomatske pištole
- AMT Backup
- Beretta 21 Bobcat
- Beretta 950
- Beretta 3032 Tomcat
- Bersa Thunder 380
- Bryco Arms
- Colt Model 1903 Pocket Hammer
- Colt Model 1903 Pocket Hammerless
- Colt Model 1908 Vest Pocket
- Diamondback DB9
- FN Model 1903
- FN Model 1905
- FN Model 1910
- FN Baby Browning
- Heckler & Koch P7
- Kahr P380, P9, P40, P45
- Kahr K9
- Kahr CW380
- Kahr CW9
- Kahr MK9
- Kahr PM9, PM40, PM45
- Kel-Tec PF-9
- Kel-Tec P-11
- Kel-Tec P-32
- Kel-Tec P-3AT
- Kevin ZP98
- Kimber Solo
- Korovin pistol
- Glock 26, 27, 36, and variants
- Makarov pistol
- North American Arms Guardian
- Ortgies semi-automatic pistol
- PSM
- Raven Arms MP-25
- Ruger LCP
- Ruger LC9
- Rohrbaugh R9
- Seecamp LWS32/LWS38 .
- SIG Sauer P238
- SIG Sauer P290
- SIG Sauer P365
- M&P Bodyguard 380
- Springfield Armory XD-S
- Taurus TCP
- Walther PP
- Walther TPH

### Revolverji
- Charter Arms
- Colt Cobra
- Colt Detective Special
- Kimber K6 series
- North American Arms Mini-Revolver
- Ruger LCR
- Ruger SP101
- Smith & Wesson Model 36
- Smith & Wesson Model 340PD
- Smith & Wesson Model 640
- Smith & Wesson Bodyguard
- Smith & Wesson Centennial
- Smith & Wesson Safety Hammerless
- Taurus Model 85
- Velo-dog

### Derringerji
- Remington Model 95
- American Derringer M1
- Bond Arms
- COP .357 Derringer
- Davis D Models
- DoubleTap derringer
- High Standard D100